# Alejandro Char
Alejandro Char, né le 16 avril 1966 à Barranquilla, est un homme politique colombien. Il est maire de Barranquilla de 2008 et 2011 et de 2016 à 2019.

## Biographie

### Origines familiales
Alejandro Char est le fils de l'homme politique et homme d'affaires Fuad Char. Il est aussi le frère des sénateurs Arturo Char — président du Sénat depuis juillet 2020 — et Antonio Char. Il est marié et père de deux enfants.
La famille Char est l'une des plus influentes du département de l'Atlántico, tant sur le plan économique que politique. Elle est l'actionnaire principal de l'équipe de football Junior de Barranquilla, possède les supermarchés Olímpica, la banque Serfinanza et plusieurs entreprises de construction de routes et de logements.
En s'aidant parfois du chantage, de la coercition et de la corruption, elle domine la vie politique du département, plaçant des affidés à des postes clés.
En octobre 2021, plusieurs membres de la famille Char, dont Alejandro, sont cités dans les Pandora Papers. en tant que propriétaires d'un réseau d'entreprises offshores situées dans divers paradis fiscaux (Iles Vierges britanniques, Delaware, Iles Caïmans et Panama).

### Carrière politique
Il est élu conseiller municipal de Barranquilla en 1997 pour le Parti libéral. Après avoir dirigé sa propre entreprise de construction, il est promu par son père, alors sénateur, comme candidat au poste de gouverneur de l'Atlántico en 2000, mais n'est pas élu. Il exerce toutefois cette fonction pendant quelques mois en 2003 à la suite d'une décision de justice concernant des irrégularités lors du scrutin dont aurait bénéficié son adversaire.
La famille Char, traditionnellement liée au Parti libéral, rompt avec celui-ci pour s'engager auprès du président Álvaro Uribe (2002-2010) et rejoint le parti conservateur Changement radical, dont Fuad Char devient le coprésident.
Elle s'allie en 2008 à la famille Name, également riche et puissante, qui était auparavant sa rivale politique dans le département. Se partageant le pouvoir, elles font élire Alejandro Char maire de Barranquilla et José Name Terán gouverneur du département. Alejandro Char est ainsi maire de la ville de Baranquilla de 2008 à 2011, puis à nouveau de 2016 à 2019. Il est désigné en 2012 par le président Juan Manuel Santos (2010-2018) haut conseiller présidentiel pour les régions. Il acquiert alors une notoriété nationale et est dès lors perçu comme un possible présidentiable.
Il est mis en cause dans diverses affaires de corruption et d'achats de voix. Actuellement il est le maire de Barranquilla pour la troisième fois.